# 1068년

## 연호
- 북송(北宋) 희녕(熙寧) 원년
- 요(遼) 함옹(咸雍) 4년
- 일본(日本) 지랴쿠(治暦) 4년
- 서하(西夏) 건도(乾道) 2년
- 리 왕조(李朝) 롱쯔엉티엔뜨(龍彰天嗣) 3년 / 티엔후옹바오뜨엉(天貺寶象) 원년

## 기년
- 고려(高麗) 문종(文宗) 22년
- 북송(北宋) 신종(神宗) 원년
- 요(遼) 도종(道宗) 14년
- 서하(西夏) 혜종(惠宗) 2년
- 리 왕조(李朝) 성종(聖宗) 15년